# Henry Dye
Henry Dye   (Dunkirk, 14 de febrer de 1926 - Los Angeles, 26 de novembre de 1986) va ser un matemàtic estatunidenc.

## Vida i obra
Dye va néixer el 1926 a Dunkirk, Nova York. Va obtenir el seu doctorat en matemàtiques per la universitat de Chicago el 1950. Després de passar uns anys a l'Institut Tecnològic de Califòrnia, a la universitat del Sud de Califòrnia i a la universitat d'Iowa, es va incorporar a la universitat de Califòrnia a Los Angeles el 1960 com a professor i hi va romandre fins a la seva mort.
Dye va ser una autoritat en els camps de la teoria d'operadors i de la teoria ergòdica. La seva pròpia exigència acadèmica va fer que no publiquçes mases articles; però pocs matemàtics han tingut tanta influència com ell amb el seu escàs volum de publicacions.